# Submarino U-419
El submarino alemán U-419 fue un submarino tipo VIIC de la Kriegsmarine de la Alemania nazi durante la Segunda Guerra Mundial .
Realizó una única patrulla. Fue miembro de una manada de lobos. No hundió ni dañó ningún barco.
Fue hundido por un avión británico en medio del Atlántico el 8 de octubre de 1943.

## Diseño
Los submarinos alemanes Tipo VIIC fueron precedidos por los submarinos más cortos Tipo VIIB . El U-419 tenía un desplazamiento de 769 toneladas (756,9 LT) cuando estaba en la superficie y 871 toneladas (857,2 LT) mientras estaba sumergido. Tenía una longitud total de 67,1 m (220' 1,70"), una eslora de casco presurizado de 50,5 m (165' 81/5"), una viga de 6,2 m (20' 4,10"), una altura de 9,6 m (31' 6"), y un calado de 4,74 m (15' 63/5") . El submarino estaba propulsado por dos motores diésel sobrealimentados Germaniawerft F46 de cuatro tiempos y seis cilindros . produciendo un total de 2800 a 3200 caballos de fuerza métricos (2060 a 2350 kW; 2760 a 3160 shp) para uso en superficie, dos motores eléctricos de doble efecto Siemens-Schuckert GU 343/38–8 que producen un total de 750 caballos de fuerza métricos (550 kW ; 740 shp) para usar mientras está sumergido. Tenía dos ejes y dos hélices de 1,23 m (4 pies ) . El barco era capaz de operar a profundidades de hasta 230 metros (750 pies).
El submarino tenía una velocidad máxima en superficie de 17,7 nudos (32,8 km/h; 20,4 mph) y una velocidad máxima sumergida de 7,6 nudos (14,1 km/h; 8,7 mph).  Cuando estaba sumergido, el barco podía operar durante 80 millas náuticas (150 km; 92 mi) a 4 nudos (7,4 km/h; 4,6 mph); cuando salió a la superficie, podría viajar 8.500 millas náuticas (15.700 km; 9.800 mi) a 10 nudos (19 km / h; 12 mph). El U-419 estaba equipado con cinco tubos de torpedos de 53,3 cm (21 pulgadas) (cuatro instalados en la proa y uno en la popa), catorce torpedos , un cañón naval SK C / 35 de 8,8 cm (3,46 pulgadas) , 220 rondas y dos cañones antiaéreos gemelos C/30 de 2 cm (0,79 pulgadas) . El barco tenía una dotación de entre cuarenta y cuatro y sesenta.

## Historial de servicio
El submarino fue depositado el 7 de noviembre de 1941 en el Danziger Werft (astillero) en Danzig (ahora Gdansk), dentro del astillero número 120, y fue botado el 22 de agosto de 1942 y puesto en servicio el 18 de noviembre bajo el mando del Oberleutnant zur See Dietrich Giersberg.
Sirvió en la octava flotilla de submarinos desde el 18 de noviembre de 1942 y en la undécima flotilla desde el 1 de agosto de 1943.

### Primera patrulla y hundimiento
La única patrulla del submarino estuvo precedida por un viaje desde Kiel en Alemania a Bergen en Noruega. Luego, el U-419, salió de Bergen el 13 de septiembre de 1943 y se dirigió al Océano Atlántico a través de la brecha entre Islandia y las Islas Feroe. El 8 de octubre, fue atacado y hundido por cargas de profundidad lanzadas por un B-24 Liberator británico del Escuadrón n.º 86 de la RAF .
Cuarenta y ocho hombres se hundieron con el submarino; hubo un único sobreviviente.

### Manadas de lobos
El U-419 participó en una manada de lobos, a saber:
- Rossbach (24 de septiembre - 8 de octubre de 1943)